# Joaquín del Olmo
Joaquín Alberto del Olmo Blanco (Tampico, 1969. április 20. – ) mexikói válogatott labdarúgó és edző. 

## Pályafutása

### Klubcsapatban
Tampióban született. Pályafutását 1988-ban kezdte a Tampico Madero csapatában, ahol két évet töltött. 1990-től 1994-ig a Veracruzban szerepelt. 1994 és 1996 között a Club América játékosa volt. 1996-ban Hollandiába szerződött a Vitesse Arnhem  együtteséhez, de egy év után visszatért Mexikóba a Necaxához. 1998 és 2003 között a Tigres UANL-ban játszott, de két alkalommal is kölcsönadták. 2000-ben a Puebla, 2002-ben a Chiapas együttesében szerepelt kölcsönben. 2003 és 2005 között a Pumas UNAM labdarúgója volt, melynek tagjaként két alkalommal (2004, apertura, clausura) nyerte meg a mexikói bajnokságot.  

### A válogatottban
1993 és 2001 között 51 alkalommal szerepelt az mexikói válogatottban és 3 gólt szerzett. Részt vett az 1994-es világbajnokságon, az 1995-ös Copa Américán és az 1996. évi nyári olimpiai játékokon, valamint tagja volt az 1993-as és az 1996-os CONCACAF-aranykupán aranyérmet, az 1995-ös konföderációs kupán pedig bronzérmet szerző csapatnak is. 

### Edzőként
2006-ban segítőként a Tigres UANL csapatánál kezdte az edzősködést. 2007 és 2009 között a Correcaminos UAT együttesénél dolgozott, előbb segéd majd azt követően vezetőedzőként. 2009 és 2010, illetve 2011 és 2012 között a CD Veracruz, 2010 és 2011 között a Club Tijuana, 2012-ben a Pumas UNAM, majd 2013-ban ismét a Correcaminos UAT edzője volt. 2014-től 2020-ig Spanyolországban dolgozott a Real Oviedónál.

## Sikerei, díjai

### Játékosként
Pumas UNAM
- Mexikói bajnok (2):  Clausura 2004, Apertura 2004
- Mexikói szuperkupagyőztes (1): 2004

Mexikó
- CONCACAF-aranykupa győztes (2): 1993, 1996
- Konföderációs kupa bronzérmes (1): 1995

### Edzőként
Club Tijuana
- Mexikói bajnok (másodosztály) (1): 2010